# 나오미 (1984년)
나오미(1984년 10월 16일 ~ )는 대한민국의 가수이다.
본명: 손기숙

## 학력
- 동국대학교 문화예술대학원 실용음악과

## 음반

### 앨범
- 《사랑을 잃다》 (2007년)
- 《Bad Love》 (2008년)
- 《랩소디 Part 1》 (with 성시경) (2008년)
- 《Soulchild》 (2009년)
- 《Naomi`s Storming》 (2010년)
- 《The Red》 (2012년)
- 《예쁜 날》 (2017년)

### OST
- 《내 사랑 못난이 OST》 (2006년)
  - 《Time Over (서유경 Theme Song)》
- 《히어로 OST》 (2009년)
  - 《그게 나에요》
- 《로드 넘버원 OST》 (2010년)
  - 《멍하니》
- 《수상한 가족 OST Part 2》 (2012년)

### 참여 음반
- 《드라마 파라다이스 - 댄스》 (2008)
  - 《Alright (Dance Remix) (SBS 내 사랑 못난이)》
- 《조장혁 - The Present》 (2008년)
  - 《함께 (Feat. 나오미)》
- 《드라마 페스티발 댄싱퀸》 (2009)
  - 《Alright (Dance Remix) (SBS 내 사랑 못난이)》
- 《이지라이프 - 그 여자를 못 잊더라》 (2010년)
  - 《그 여자를 못 잊더라 (Feat. 나오미)》
- 《신앙사계》 (2012년)
  - 《내려놓음 (with 송재경)》
  - 《세움 (with 주찬양)》
  - 《죄에서 자유를 얻게함은 (with 주찬양)》

## 방송 출연
- 2017년 Mnet 너의 목소리가 보여 4